# Łuczyccy herbu Nowina
Łuczyccy – rodzina szlachecka herbu Nowina wywodzący się z Łuczyc w ziemi proszowskiej.

Herb Nowina

Jan wzmiankowany w 1632, a Piotr 1705. Anna była żoną Hieronima Czernieckiego. Krzysztof wspomógł krakowskie kolegium jezuickie w 1645.
Florian Jan Nepomucen, syn Michała, wylegitymował się ze szlachectwa w połowie XIX w.
Bronisław Łuczycki i jego żona, Julią Bykowską, byli właścicielami Głupic w piotrkowskiem. Ich córka, Bronisława (1867-1944), dziedziczka Głupic, wyszła za mąż za Tadeusza Walickiego (1863-1919).